# کوین سامر
کوین سامر (انگلیسی: Kévin Sommer؛ زادهٔ ۱۱ اوت ۱۹۸۹) بازیکن فوتبال اهل فرانسه است.
از باشگاه‌هایی که در آن بازی کرده‌است می‌توان به باشگاه فوتبال استراسبورگ اشاره کرد.